# Tổng quân
Tổng quân (tiếng Nhật: 総軍; rōmaji: sōgun) là biên chế quân sự lớn nhất của Lục quân Đế quốc Nhật Bản. Một Tổng quân thường phụ trách hẳn một địa bàn mặt trận, tổ chức hợp thành gồm cả bộ binh, cơ giới, thiết giáp, pháo binh, hàng không, hải đội, cảnh vệ, hiến binh... Vào lúc cao điểm, binh lực của một Tổng quân có thể lên đến từ 750.000 đến 1 triệu binh sĩ, tương đương biên chế Phương diện quân của Liên Xô hoặc Cụm tập đoàn quân của Đức Quốc xã cùng thời kỳ.

## Khái lược
Trước 1937, biên chế đơn vị chính thức cao nhất của Lục quân Đế quốc Nhật Bản là cấp sư đoàn. Trong quốc nội, mọi sư đoàn đều được đặt trực tiếp dưới quyền điều động của Đại bản doanh với Tổng tư lệnh về danh nghĩa là Thiên hoàng. Ở hải ngoại, các sư đoàn được đặt dưới sự chỉ huy của các bộ tư lệnh thống nhất, được gọi là quân (軍, gun). Các bộ tư lệnh thống nhất đầu tiên gồm có Chi Na trú đồn quân (支那駐屯軍, Shina Chutongun; thành lập 1901), Triều Tiên quân (朝鮮軍, Chōsengun; thành lập 1904), Đài Loan quân (台湾軍, Taiwangun; thành lập 1919) và Quan Đông quân (関東軍, Kantōgun; thành lập 1919). Trừ Triều Tiên quân có quy mô cấp sư đoàn, các quân còn lại đều có quy mô cấp quân đoàn.
Khi chiến tranh Trung-Nhật nổ ra, các đơn vị cấp quân đoàn chính thức được thành lập, đồng thời cũng hình thành biên chế đơn vị mới là cấp phương diện quân. Phương diện quân đầu tiên của Lục quân Đế quốc Nhật Bản là Phương diện quân Bắc Chi Na (北支那方面軍, Kita Shina hōmengun), thành lập ngày 31 tháng 8 năm 1937, do Đại tướng Terauchi Hisaichi làm Tư lệnh, gồm Quân đoàn 1, quân đoàn 2, 2 sư đoàn độc lập và Lữ đoàn hỗn hợp đồn trú Trung Quốc (tổ chức lại từ Chi Na trú đồn quân). Đến ngày 7 tháng 11 năm 1937, Phương diện quân Trung Chi Na  (中支那方面軍 Naka Shina hōmengun) cũng được thành lập. Quân số của các phương diện quân Nhật Bản thời kỳ này xấp xỉ từ 70.000 đến 100.000 quân, thực tế chỉ tương đương với cấp tập đoàn quân tiêu chuẩn của châu Âu.
Chiến tranh càng mở rộng, lực lượng viễn chinh Nhật Bản trên chiến trường Trung Quốc càng được tăng cường. Năm 1939, biên chế đơn vị trên cấp phương diện quân là cấp Tổng quân (総軍; sōgun) được thành lập. Đơn vị cấp Tổng quân đầu tiên là Chi Na phái khiển quân, thành lập ngày 12 tháng 9 năm 1939, với quân số xấp xỉ 220.000 quân, tương đương quân số của một phương diện quân của Liên Xô giai đoạn 1941-1942.
Do đều sử dụng danh xưng chung là gun, rất dễ gây ra nhầm lẫn trong các tài liệu quân sự khi các đơn vị cùng mang danh xưng là gun, nhưng có đơn vị tương cấp Phương diện quân như Quan Đông quân (関東軍; Kantōgun), có đơn vị tương đương cấp Tập đoàn quân như Đông Bộ quân (東部軍, Tobugun), nhưng cũng có đơn vị chỉ tương đương cấp Quân đoàn như Đệ nhất quân (第1軍, Dai-ichi gun).
Như đã nêu trên, một tổng quân Nhật Bản có biên chế tương đương với một phương diện quân Liên Xô hoặc Cụm tập đoàn quân Đức Quốc xã. Tư lệnh của tổng quân được gọi là Tổng Tư lệnh quan, mang hàm nguyên soái hoặc đại tướng. Bên cạnh các đơn vị tác chiến trên bộ, các tổng quân còn được phiên chế thêm các đơn vị không quân, hải đội.
Sau khi Nhật Bản đầu hàng tháng 8 năm 1945, toàn bộ các đơn vị quân sự đều bị giải thể. Biên chế tổng quân chấm dứt tồn tại trong lịch sử.

## Các Tổng quân hải ngoại
Trong lịch sử Lục quân Đế quốc Nhật Bản có tổng cộng 6 tổng quân được thành lập, trong đó có 1 tổng quân hàng không lục quân. Ba tổng quân đầu tiên được thành lập phụ trách chiến trường hải ngoại. Tư lệnh của các tổng quân này được trao quyền lực rất lớn cả về quân sự lẫn chính trị, giữ vai trò như một toàn quyền tại các vùng chiếm đóng.
Tổng quân đầu tiên là Chi Na phái khiển quân (支那派遣軍, Shina hakengun), biệt danh Vinh quân đoàn (栄集団, Sakae shūdan), được thành lập ngày 12 tháng 9 năm 1939, do Đại tướng Toshizo Nishio làm Tổng tư lệnh, Đại tướng Seishiro Itagaki làm Tổng Tham mưu trưởng. Chiến trường phụ trách phần phía Đông Trung Quốc. Tổng hành dinh đóng tại Nam Kinh (Trung Quốc). Biên chế ban đầu của tổng quân gồm 2 phương diện quân là Phương diện quân Bắc Trung Quốc, Phái khiển quân Trung Chi Na (tuy nhiên Phái khiển quân Trung Chi Na bị giải thể sau đó không lâu), 3 quân đoàn và một số sư đoàn độc lập, một sư đoàn hàng không. Binh lực lúc cao điểm lên đến 1 triệu quân, với 26 sư đoàn tác chiến (trong đó có 1 sư đoàn thiết giáp), 22 lữ đoàn độc lập.
Ngày 6 tháng 11 năm 1941, Nam Phương quân (南方軍, Nampō gun) được thành lập, biệt danh Uy tập đoàn (威集團, Gi shūdan) thống nhất chỉ huy các đơn vị viễn chinh phía Nam Trung Quốc, do Nguyên soái Terauchi Hisaichi làm Tổng tư lệnh, Trung tướng Tsukada Osamu làm Tổng Tham mưu trưởng. Chiến trường phụ trách phần Nam Trung Quốc và Đông Nam Á. Tổng hành dinh đóng tại Sài Gòn. Biên chế ban đầu của tổng quân gồm các Phương diện quân Burma (sau đổi thành Phương diện quân Miến Điện), 7, 14, 18, và 4 quân đoàn độc lập. Binh lực lúc cao điểm lên đến hơn 1 triệu quân, với 38 sư đoàn tác chiến, 22 lữ đoàn độc lập.
Ngày 1 tháng 10 năm 1942, Quan Đông quân (関東軍, Kantō gun), biệt danh Đức binh đoàn (德兵團, Tokū heidan), được nâng lên cấp Tổng quân. Đại tướng Umezu Yoshijirō thăng làm Tổng tư lệnh, Trung tướng Kasahara Yukio làm Tổng Tham mưu trưởng. Chiến trường phụ trách địa bàn Mãu Châu và Bắc Trung Quốc, với Tổng hành dinh đóng tại Tân Kinh (Mãn Châu Quốc). Biên chế ban đầu của tổng quân gồm 3 phương diện quân (1, 3, 17), 3 quân đoàn độc lập. Binh lực lúc cao điểm lên đến 1,3 triệu quân, với hơn 31 sư đoàn tác chiến, 11 lữ đoàn độc lập (trong đó có 2 lữ đoàn xe tăng).

## Cuối cuộc chiến
Năm 1945, nước Nhật bên bờ vực thẳm bại trận. Tuy nhiên, với quyết tâm chiến đấu đến cùng, Bộ Tư lệnh Tối cao Nhật vẫn thành lập thêm 2 tổng quân để phụ trách phòng thủ chính quốc, chống lại các cuộc tấn công của quân Đồng Minh.
Đệ nhất Tổng quân (第1総軍, Dai-ichi Sōgun), biệt danh Đông phương (東方, Toho), được thành lập ngày 8 tháng 4 năm 1945, do Nguyên soái Sugiyama Hajime làm Tổng tư lệnh, Trung tướng Sudo Einosuke làm Tổng tham mưu trưởng, đảm trách phòng thủ phía Đông và phía Bắc đảo Honshu, đảo lớn nhất Nhật Bản. Tổng hành dinh đóng tại Tokyo. Biên chế gồm 3 phương diện quân 11, 12, 13, với khoảng 32 sư đoàn và 20 lữ đoàn độc lập. Binh lực xấp xỉ 700.000 quân.
Đệ nhị Tổng quân (第2総軍, Dai-ni Sōgun), biệt danh Tây phương (西方, Saiho), được thành lập ngày 8 tháng 4 năm 1945, do Nguyên soái Hata Shunroku làm Tổng tư lệnh, Trung tướng Wakamatsu Tadaichi làm Tổng tham mưu trưởng, đảm trách phòng thủ phía Tây đảo Honshu và các đảo Kyūshū, Shikoku. Tổng hành dinh đóng tại Hiroshima. Biên chế gồm 2 phương diện quân 15, 16, với khoảng 22 sư đoàn và 14 lữ đoàn độc lập. Binh lực xấp xỉ 600.000 quân.
Ngoài ra, các đơn vị hàng không lục quân cũng được hợp nhất thành Tổng quân Hàng không Lục quân, với 6 quân đoàn hàng không.